# Liste des monuments historiques de Roulers
Cette page regroupe l'ensemble le patrimoine immobilier de la ville belge de Roulers, divisé en deux sous-pages :
- Page 1
- Page 2